# Lejzor Sirkis
Lejzor Sirkis też Syrkis (ur. 1880 w Łodzi, zm. w XX wieku) – przemysłowiec, wydawca, działacz społeczny i poseł na Sejm I kadencji.

## Życiorys
Urodził się w Łodzi. Przeniósł się do Zgierza, gdzie został przewodniczącym Gminy Wyznaniowej Żydowskiej i radnym rady miasta. Był współzałożycielem ortodoksyjnej partii Agudat Israel i jej wiceprezesem. Wydawał organ prasowy partii, dziennik Der Jud. W 1922 został wybrany do Sejmu I kadencji. Dalsze jego losy są nieznane.